# Walking on a Dream (single)
Walking on a Dream is een nummer van het Australische elektronische muziekduo Empire of the Sun dat verscheen op 30 augustus 2008. Het is de eerste single van hun debuutalbum Walking on a Dream.
Het nummer stond begin 2009 gepland voor uitgave in Europa, maar werd pas uitgebracht op 6 juli 2009.
Het nummer werd in diverse landen een hit. In Australië, het thuisland van Empire of the Sun, haalde "Walking on a Dream" de 10e positie. In de Nederlandse Top 40 haalde het een bescheiden 30e positie, maar in de Vlaamse Ultratop 50 haalde het de 8e positie.
Walking on a Dream werd opnieuw populair in 2016, nadat het werd gebruikt in een Amerikaanse reclame voor Honda. In 2023 werd het in Australië genomineerd voor beste reclamelied.
Het nummer bereikte op 15 januari 2024 een mijlpaal van één miljard streams op de drie grote platforms Spotify, Apple Music en YouTube.

## NPO Radio 2 Top 2000
Walking on a Dream stond in 2024 voor het eerst in de NPO Radio 2 Top 2000, op plek 1732.